# Martín Tovar y Tovar
Martín Tovar y Tovar (Caracas, 10 de fevereiro de 1827 - Caracas, 17 de dezembro de 1902) foi um pintor venezuelano do século XIX. 
Tovar y Tovar retratou em suas obras o cenário político da América do Sul durante as Guerras de Independência, dando destaque às cenas de batalhas. Sua magnum opus é a cena da Batalha de Carabobo, que ocorreu em 1821, seis anos antes de seu nascimento. 
Foi requisitado pelo presidente Antonio Guzmán Blanco para retratar alguns dos grandes Libertadores; pinturas que tornaram-se símbolo da autoridade latino-americana nos séculos seguintes. Sua obra é de grande valor histórico e cultural para a América Latina.  